# Puysserampion
Puysserampion település Franciaországban, Lot-et-Garonne megyében. Lakosainak száma 256 fő (2022. január 1.). Puysserampion Roumagne, Allemans-du-Dropt, Cambes, Miramont-de-Guyenne és Peyrière községekkel határos.

## Népesség
A település népességének változása:
| Lakosok száma | 211  | 244  | 274  | 233  | 280  | 270  | 245  | 240  | 237  | 256  |
|               | 1968 | 1982 | 1990 | 2006 | 2013 | 2015 | 2017 | 2019 | 2020 | 2022 |